# Qianjin
Qianjin (en chino, 前进; pinyin, Qiánjìn, léase Chián-Chin) es un distrito urbano bajo la administración directa de la Prefectura Jiamusi en la Provincia de Heilongjiang, República Popular China.  Su área es de 16 km² y su población total para 2010 superó los 160 mil habitantes. 

## Administración
Desde julio de 2023, el  Distrito Qianjin  se divide en 4 pueblos que se administran en subdistritos.